# Cyclophora vinicolor
Cyclophora vinicolor là một loài bướm đêm trong họ Geometridae.